# Ben Summerskill
Ben Jeffrey Peter Summerskill OBE (sinh ngày 6 tháng 10 năm 1961 tại Kent) là Chủ tịch của The Silver Line và Giám đốc của Liên minh Tư pháp Hình sự, một tổ chức gồm 135 tổ chức từ thiện hoạt động trên con đường tư pháp hình sự GB. Ông từng là Giám đốc điều hành của tổ chức bình đẳng đồng tính nữ, đồng tính nam và song tính Stonewall ở Vương quốc Anh, cơ quan bình đẳng đồng tính nam lớn nhất ở châu Âu, từ năm 2003 đến năm 2014. Ông có một người chị song sinh, Clare, là một nghệ sĩ biểu diễn. Ông cũng đã làm việc như một doanh nhân và nhà báo. Ben Summerskill thỉnh thoảng là người đóng góp cho The Guardian, The Independent on Sunday, The Observer, The Times, Time Out và các ấn phẩm khác. Năm 2015, ông đã giành được giải thưởng Thành tựu trọn đời tại Giải thưởng LGBT Anh Năm 2017, ông được chính phủ Vương quốc Anh bổ nhiệm vào Hội đồng (Ban) của ACAS, Dịch vụ Hòa giải và Trọng tài Cố vấn. Ông lần đầu tiên được bổ nhiệm làm người được ủy thác của Silver Line vào năm 2017.

## Đầu đời và giáo dục
Summerskill được đào tạo tại Trường Trẻ sơ sinh Cobden Road, Trường Tiểu học Hạt Amherst, Trường Sevenoaks, nơi ông nhận học bổng, và Cao đẳng Merton, Oxford, nơi ông là Người triển lãm (người nhận học bổng cơ sở) nhưng ông đã bỏ đi sau hai năm mà không lấy bằng. Sau đó, ông viết trên tờ The Guardian: "Tôi vẫn nhớ mình đã bị choáng váng khi được cho xem, với tư cách là một sinh viên đại học, một lời nhắn của một gia sư Oxford gửi cho cha của một ứng cử viên thành công: 'Rất cám ơn vì bữa trưa và chuyến đi trên xe Rolls.'"

## Sự nghiệp
Sự nghiệp đầu tiên của ông là kinh doanh nhà hàng. Ông là Giám đốc Hoạt động từ năm 1987 đến năm 1990 cùng với Kennedy Brookes, lúc đó là một công ty khách sạn được báo giá công khai, chịu trách nhiệm về 300 nhân viên và doanh thu 18 triệu bảng Anh ở tuổi 26. Trở thành một nhà báo vào năm 1990, ông thăng lên vị trí Trợ lý Biên tập viên của tờ The Observer mà ông tham gia vào năm 2000 sau khi làm việc với Peter Hitchens và Peter Oborne với tư cách là Biên tập viên Truyền thông cho biên tập viên Rosie Boycott của Daily Express, và London Evening Standard dưới quyền biên tập viên kiêm cố vấn Max Hastings và các tạp chí khác.